# Tripogon loliiformis
Tripogon loliiformis là một loài thực vật có hoa trong họ Hòa thảo. Loài này được (F.Muell.) C.E.Hubb. miêu tả khoa học đầu tiên năm 1934.